# Браво маестро
„Браво маестро“ је југословенски филм из 1978. године. Режирао га је Рајко Грлић, а сценарио су писали Рајко Грлић и Срђан Карановић

## Радња
Витомир Безјак дипломирао је шездесетих година на Музичкој академији у Загребу као један од најбољих студената. Живи боемски и сређије своја музичка дела док безуспешно тражи посао. 
Нико га не ангажује, напушта га и девојка, па он резигнирано прихвата посао учитеља клавира. Заљубљује се у богату удовицу, чијег сина подучава, а њен отац приређује велику свадбу и упознаје га с многим утицајним људима. Безјаков живот радикално се мења: постаје познат, непрестано је на политичким састанцима, у делегацијама, на свечаним приредбама. Сада се очекује само његово велико дело, но он више није онај исти талентовани младић. Кад ипак заврши свој велики рад, на првој проби један члан оркестра га оптужује за плагијат.

## Улоге
| Глумац               | Улога                            |
| -------------------- | -------------------------------- |
| Раде Шербеџија       | Витомир Безјак                   |
| Александар Берчек    | Томо                             |
| Божидар Бобан        | Јакша Радић                      |
| Младен Будишчак      | Младен                           |
| Кораљка Хрс          | Ива Будић                        |
| Анте Вицан           | Мате (Ивин отац)                 |
| Звонко Лепетић       | Винко Катунић                    |
| Иво Јуриша           | Иван                             |
| Радојка Шверко       | Роза                             |
| Изет Хајдархоџић     | Благоје Борић                    |
| Ангел Палашев        | Станко Мирић                     |
| Злата Петковић       | Соња                             |
| Марјета Грегорац     | Роза                             |
| Марија Кон           | Чистачица                        |
| Костадинка Велковска | Професорка умјетности            |
| Владимир Крстуловић  | Инспектор (као Владо Крстуловић) |

## Награде
Списак освојених награда и фестивала на којима је филм учествовао:
- Пула 78'

1. Филм је награђен Великом сребрном ареном те Златном ареном за најбољег глумца
2. Златна арена за камеру Живку Залару; Диплома жирија за маску Станислави Зарић
3. Награда листа Младост за режију
4. Награда Кодак и Фото за камеру Живку Залару

- Кан 78' - службена конкуренција
- Врњачка Бања 78' - 2. награда за сценарио
- Ниш 78' - Диплома Младену Будишчаку